# Sójka (powiat olsztyński)
Sójka (dawniej Sojka, niem. Soyka) – osada w Polsce położona w województwie warmińsko-mazurskim, w powiecie olsztyńskim, w gminie Stawiguda, na terenie rezerwatu Las Warmiński. W latach 1975–1998 miejscowość administracyjnie należała do województwa olsztyńskiego. Osada znajduje się w historycznym regionie Warmia.
Położona nad rzeką Łyną, ok. 7 km na wschód od Stawigudy, na północ od jeziora Ustrych. Po osadzie pozostały tylko polany w lesie, fragmenty fundamentów, brukowana droga i przyczółki mostowe, a po młynie resztki pali w rzece.

## Historia
Pierwotnie była zapisana pod pruską nazwą Estrich (1597 r., 1591 r,. 1603 r.), co oznacza klepisko, posadzka kamienna (nazwa zachowała się w nazwie jeziora Ustrych). Polska nazwa (Soyka) występuje od XVII w., naprawdopodobniej pochodzi od nazwiska młynarza. Najwcześniej pojawia się nazwa w odniesieniu do rzeki Esterichsvlis (1378 r.). Obecne jezioro Ustrych, przy wypływie rzeki Łyny, ma sztuczną groblę. Funkcjonuje tu elektrownia wodna. Możliwe, że pierwotnie było to określenie kamienistego odcinka rzeki Łyny a jezioro powstało po wybudowaniu młyna (w miejscu tego młyna jest obecnie elektrownia). Młyn Sójka położony był poniżej (ok. 1 km) obecnej elektrowni wodnej i ujścia Łyny z jeziora Ustrych.
W 1615 w dokumentach osada zapisana jako Soykenmuhle, później Soyka (1673 r.), Soika Mühle (1819 r.), Soyka (1820 r.), Sójka (1879 r.).
Młyn Sójka (w górę rzeki Łyny od Rusi, obecnie na terenie rezerwatu Las Warmiński) po raz pierwszy został odnotowany w dokumentach w XV w. W 1596  Kapituła Warmińska sprzedała młyn Tomaszowi Ciborzykowi. W czasie wojen szwedzkich (1626–1630) młyn został zniszczony, podobnie było w roku 1656. Młyn uwieczniony na zdjęciu z 1902 r.
W opracowaniu z 1987 r. osada Sójka określana jest jako „dawniej młyn teraz leśniczówka”.